# 42. šachová olympiáda
42. šachová olympiáda (někdy šachová olympiáda v Baku) byla šachová olympiáda pořádaná Mezinárodní šachovou federací (FIDE). Konala se od 1. do 14. září 2016 v ázerbájdžánském Baku. Odděleně proběhla olympiáda otevřené sekce (mužské) a ženské sekce. V Ázerbájdžánu se konala poprvé v historii.
Celkově se zúčastnilo 1587 šachistů, 894 v sekci mužské a 693 v ženské. V mužské sekci hrálo 180 týmů (ze 175 zemí), v ženské 142 týmů (ze 138 zemí), což byl pro obě sekce rekordní počet. Dějištěm šachové olympiády byl Baku Crystal Hall. Hlavním rozhodčím byl ázerbájdžánský mezinárodní rozhodčí Faiq Hasanov.
V mužské části zvítězily poprvé od roku 1976 Spojené státy, v ženské části zvítězil tým Číny. Nejlepší individuální výsledek dosáhl ukrajinský hrář Andrej Volokitin, který skončil s 8 z 9 body a výkonností 2992 Elo bodů. V ženské části měla nejlepší výsledek ruská hráčka Valentina Guninová s 8 body z 10 a výkonem 2643 Elo bodů.

## Výsledky

### Otevřená (mužská) část
| #  | Země     | Hráči                                                   | Průměrný rating | Zápasové body | Sonnebornův–Bergerův systém |
| -- | -------- | ------------------------------------------------------- | --------------- | ------------- | --------------------------- |
| 1  | USA      | Caruana, Nakamura, So, Shankland, Robson                | 2765            | 20            | 413.5                       |
| 2  | Ukrajina | Eljanov, Ponomarjov, Krivoručko, Korobov, Volokitin     | 2704            | 20            | 404.5                       |
| 3  | Rusko    | Karjakin, Kramnik, Tomaševskij, Něpomňaščij, Griščuk    | 2768            | 18            | 419                         |
| 4  | Indie    | Harikrishna, Adhiban, Gujrathi, Sethuraman, Karthikeyan | 2683            | 16            | 350.5                       |
| 5  | Norsko   | Carlsen, Hammer, Tari, Urkedal, Getz                    | 2654            | 16            | 344.5                       |
| 6  | Turecko  | Šolak, Ipatov, Yılmaz, Can, Esen                        | 2617            | 16            | 341.5                       |
| 7  | Polsko   | Wojtaszek, Duda, Bartel, Piorun, Świercz                | 2685            | 16            | 331.0                       |
| 8  | Francie  | Vachier-Lagrave, Mazé, Édouard, Fressinet, Bauer        | 2684            | 16            | 326.5                       |
| 9  | Anglie   | Adams, Howell, McShane, Jones, Short                    | 2685            | 16            | 323.0                       |
| 10 | Peru     | Cordova, Cori, Vera Siguenas, Cruz, Fernández           | 2566            | 16            | 306.0                       |

### Ženská část
| #  | Země        | Hráči                                                          | Průměrný rating | Zápasové body | Sonnebornův–Bergerův systém |
| -- | ----------- | -------------------------------------------------------------- | --------------- | ------------- | --------------------------- |
| 1  | Čína        | Chou, Ťü, Čao, Tchan, Kuo                                      | 2560            | 20            |                             |
| 2  | Polsko      | Soćko, Zawadzka, Szczepkowska-Horowska, Kulon, Wozniak         | 2405            | 17            | 427.5                       |
| 3  | Ukrajina    | A. Muzyčuková, M. Muzyčuková, Žukovová, Ušeninová, Gaponěnková | 2505            | 17            | 404.5                       |
| 4  | Rusko       | Kostěňuková, Guninová, Gorjačkinová, Pogonina, Girja           | 2504            | 16            | 380.5                       |
| 5  | Indie       | Dronavalli, Rout, Sachdev, Swaminathan, Pratyusha              | 2433            | 16            | 342.5                       |
| 6  | USA         | Krushová, Paikidze, Zatonskih, Němcová, S. F. Foisor           | 2406            | 16            | 332.5                       |
| 7  | Vietnam     | Phạm, Hoàng, Nguyễn, Nguyễn                                    | 2307            | 16            | 328.0                       |
| 8  | Ázerbájdžán | Mamedyarova, Mammadzada, Mammadova, Hojjatova, Kazimova        | 2327            | 16            | 309.0                       |
| 9  | Izrael      | Shvayger, Efroimski, Klinova, Gutmakher, Lahav                 | 2309            | 16            | 307.5                       |
| 10 | Gruzie      | Dzagnidze, Javakhishvili, Khotenashvili, Batsiashvili, Melia   | 2486            | 15            | 356.5                       |